# Engineers de RPI
Les Engineers/Red Hawks de Rensselaer (Rensselaer Engineers/Red Hawks) sont un club omnisports universitaire de la Rensselaer Polytechnic Institute, située à Troy dans l'état de New York aux États-Unis. Les équipes des Enginners/Red Hawks participent aux compétitions universitaires organisées par la National Collegiate Athletic Association.
Créée sous le nom des Engineers, l'institut changea de nom pour Red Hawks en 1995. Cependant plusieurs discipline décidèrent de ne pas adopter ce changement et conservèrent le nom d'Engineers.

## Hockey sur glace
L'équipe de hockey sur glace masculine fait partie de la conférence ECAC Hockey, évoluant en division 1. Elle remporta la finale du championnat nationale NCAA à deux reprises, soit en 1954 et en 1985.